# 稻生之戰
稻生之戰，又稱為稻生原之戰。是日本戰國時代1556年9月27日（弘治2年8月24日）的一場戰爭。當時尾張國織田信長與織田信勝（信行）在稻生（今愛知縣名古屋市西區）交鋒。稻生是尾張国春日井郡庄内川的一個地名。

## 戰因
織田信長及信勝的父親織田信秀在尾張國開始抬頭，領土與今川氏、齋藤氏及松平氏鄰接，勢力範圍急劇擴張。1551年信秀病逝，繼承者是織田信長，在那古野城為根據地。至於信秀在晚年與信勝在未森城居住。
不過信長繼任家督後表現怪異，傅役平手政秀在1553年向信長死諫而亡。導致家中部份家臣對信長有所懷疑。
首先是三河邊境要城鳴海城主山口教繼投靠今川氏。1556年信長的岳父齋藤道三遭到長子齋藤義龍背叛，道三在內亂中陣亡，義龍與下四郡岩倉伊勢家合作，使織田家進入困局。
另一方面，1555年織田信長利用斯波氏的權威消滅了下四郡守護代織田信友，信長遷移到清洲城。

## 戰事
在織田宿老林秀貞及林美作守兄弟影響下，織田信長與胞弟織田信行的不和日益嚴重，織田信行甚至在弘治2年(1556年)擅自佔領信長的直轄地篠木三鄉，織田信長預估信行一派會持續攻佔自己在川東的直領，遂於8月22日派兵渡過多井川，在名塚構建城砦，並命重臣佐久間盛重入駐 。
隔天23日時，由於天降大雨使河水上漲，名塚砦僅完成一重屏堀 ，織田信行一方趁著建砦工事尚未完成的時機，由柴田勝家從末森城領1千人出兵，那古野城的林通具領7百人一同出陣前往攻擊。24日時織田信長遙聞戰鼓聲鳴，察覺是信行方出兵攻打名塚砦，決議出兵營救，也從清洲城出發，甚至親自領軍渡河。
而柴田勝家則率領1千兵力向西攻擊稻生村外圍街道，林通具的7百人則從南邊的田地向北進攻織田信長。織田信長便將兵力分成六七段往村庄方向退卻，此時織田信長身邊的兵力不足7百人。
約中午之時，織田信長主動分出過半兵力襲擊東南邊的柴田勝家，但混戰中信長家臣山田治部左衛門被柴田勝家所殺，甚至佐佐孫介等將領也戰死，信長方的殘兵不斷往信長所在的本陣回逃。織田信長身邊僅有織田三左衛門、織田信房、森可成等將領與親兵約40人，森可成則指揮部份士兵突襲林通具的部隊。
織田三左衛門、織田信房、佐久間盛重的部隊跟柴田勝家對交戰數刻未分勝敗 ，而織田三左衛門、織田信房也在混戰中殺死信行方將領土田的大原。織田信長突然發出了異常宏亮的怒吼，畢竟織田信長乃是勝幡織田家正式的家督，使信行方的士兵心生畏懼，反被織田信長一方擊潰，織田信長順勢殺往南邊的林通具部隊，激戰中信長的家臣黑田半平跟林通具對陣交手，卻反被林通具斬下左手，就在兩人持續纏鬥時，織田信長親自來戰，殺死了林通具，林通具的部隊隨之崩潰。而前田利家也在激戰之時被信行方武將宮井恆忠一箭射中右眼下方，結果前田利家還忍痛持槍刺殺了宮井恆忠，斬下其首級拔出臉上的箭矢，前田利家也因此戰功勞增加俸祿100貫。佐久間盛重也完全打開砦門與織田信長的部隊夾擊柴田勝家，柴田勝家不敵敗逃。
織田信長在殺敗柴田勝家跟林通具兩路人馬後，當日便回歸清洲城，隔日才進行首實檢，織田信行方包括鎌田助丞・富野左京進・山口又次郎・橋本十藏・角田新五・大脇虎藏・神戶平四郎等將領共陣亡450多人，其中林通具更為織田信長親自討取。
信行方經此一敗，轉攻為守在末森城跟那古野城進行籠城，而織田信長也逼進這兩座城池的城下町燒掠，最後由居住在末森城的信長之母土田御前出面斡旋，從清洲城招來信長的家臣村井貞勝跟島田秀滿，委託他們向織田信長表請求赦免，在織田信長同意赦免信行一派後，織田信行與柴田勝家、津津木藏人身穿墨衣，在土田御前陪同下往赴清洲城向織田信長謝罪，而林秀貞也提出過去林通具曾想暗殺信長，卻為他所阻一事請求織田信長的原諒，也獲得織田信長赦免。

## 戰後
織田信行在弘治3年（1558年）（亦有永祿元年一說）時於龍泉寺築城，並與北尾張岩倉城的織田信安聯手，再度企圖佔領織田信長的直領篠木三鄉。柴田勝家曾幾次勸戒織田信行，但織田信行並不聽從其意見，加上織田信行因為男色的關係，重用年輕家臣津津木藏人，使津津木藏人日益驕橫，甚至蔑視重臣柴田勝家，對此不滿的柴田勝家遂完全倒向信長方，將織田信行反叛的逆謀告知織田信長。
織田信長遂假裝患病，讓家臣村井貞勝前往末森城向母親土田御前報告，將把家督之位讓給織田信行，因此土田御前勸告織田信行要前往清洲城探望織田信長，而暗中與織田信長聯合的柴田勝家也跟土田御前一起以「兄弟之儀」為理由勸說信行前往清洲城，結果織田信行於11月2日前去清洲城時，在北矢藏天主次之間遭到織田信長安排的河尻、青貝 （页面存档备份，存于）殺害，也有山口飛驒守、長谷川橋介與河尻青貝負責埋伏，但河尻及青貝一擊不中，織田信行得以逃跑，在逃往母親土田御所居處路上，被池田恆興於廊下刺殺之說。織田信行死後，龍泉寺城被織田信長廢棄，織田信行年僅3歲的幼子織田信澄，在織田信長命令下，交由柴田勝家扶養。

## 爭議
然而有人认为这是有爭議的一段歷史，信勝受領名為「彈正忠」這個當主才能受領的名字，而信長則受領上總介這個今川家的當主受領名，可見信長在元服前其奇行怪狀即不受信秀與家臣的信任，織田家的主城為古渡城，為了防備三河方面攻勢方在末森築新城，並將主城移至末森，而非在末森隱居，信勝則是主城城主，信長反而是支城城主，至於信長的勝出與平手政秀及美濃方面的奧援有關，到底誰背叛誰歷史很難給出答案，另外美濃方面應有支援兵力，在戰國三英傑為主軸的歷史觀下，肯定被隱去。